# Laktodensymetr
Laktodensymetr (galaktometr) – areometr służący do pomiaru gęstości mleka. Na jego skali podane są stopnie umowne (°Ld), zwykle od 20 do 40, wskazujące tysięczne części gęstości mleka. Niekiedy laktodensymetry wyskalowane są na pomiar w temperaturze odniesienia (20 °C) przy działce 0,1 i zakresie od 1015 do 1045 g/cm. Z wykorzystaniem laktodensymetru można wykazać, czy badana próbka mleka była rozcieńczana wodą lub innym roztworem wodnym.
28 °Ld (t = 15 °C) odpowiada gęstości mleka = 1,028 g/cm³